# Bura (Mali)
Bura é uma vila e comuna rural da circunscrição de Iorosso, na região de Sicasso ao sul do Mali. Segundo censo de 1998, havia 14 846 residentes, enquanto segundo o de 2009, havia 22 735. A comuna inclui 15 vilas.